# Pseudomonas syringae
Pseudomonas syringae (сире́невый псевдомо́нас) — вид  фитопатогенных грамотрицательных палочковидных бактерий с одним жгутиком. Вызывает у растений бурое слизеточение, обморожения, повреждения плодов и пятнистость листьев.
Pseudomonas syringae вызывает заболевания у большого числа растений. Существует около 50 патоваров — штаммов, способных заражать разные виды растений. Многие из них ранее рассматривались как самостоятельные виды рода Pseudomonas. С использованием молекулярно-биологических методов (гибридизация ДНК и др.) была доказана их принадлежность к виду P. syringae. Видовой эпитет бактерия получила по растению, с которого впервые была выделена, — сирень (Syringa vulgaris).
При росте в культуре на агаре с сахарозой P. syringae образует полимер леван. Бактерия секретирует сидерофор пиовердин и фитотоксин сирингомицин.

## Патогенность для растений и роль в природе
Один из механизмов патогенности для растений — обморожение — связан с белком INA (англ. ice nucleation active), который обнаруживается на внешней поверхности клеточной стенки бактерий и служит ядром образования кристалликов льда.
Сходным образом белок INA может служить центром нуклеации капель дождя и снежинок, в связи с чем P. syringae рассматривается в последнее время как важный фактор образования атмосферных осадков, а следовательно, и глобального гидрологического цикла.
P. syringae может населять филлосферу корней растений в качестве сапротрофа, не вызывая патологического процесса.

## ПатоварыP. syringae
На основании анализа 16S рРНК некоторые патовары P. syringae в настоящее время включены в состав других видов Pseudomonas (P. amygdali, 'P. tomato', P. coronafaciens, P. avellanae, 'P. helianthi', P. tremae, P. cannabina, and P. viridiflava, а также P. savastanoi). Наибольшее значение имеют следующие патовары:
- Pseudomonas syringae pv. aceris, поражает клён
- Pseudomonas syringae pv. aptata, поражает свёклу
- Pseudomonas syringae pv. atrofaciens, поражает пшеницу
- Pseudomonas syringae pv. dysoxylis, поражает Dysoxylum spectabile
- Pseudomonas syringae pv. fraxini, вызывает рак ясеня
- Pseudomonas syringae pv. japonica, поражает ячмень
- Pseudomonas syringae pv. lapsa, поражает пшеницу
- Pseudomonas syringae pv. nerii, поражает олеандр
- Pseudomonas syringae pv. oleae, вызывает закручивание у оливы
- Pseudomonas syringae pv. panici, поражает просо
- Pseudomonas syringae pv. papulans, поражает яблоню
- Pseudomonas syringae pv. pisi, поражает горох
- Pseudomonas syringae pv. syringae, поражает сирень и фасоль

Геномы нескольких штаммов P. syringae секвенированы, в том числе геномы P. syringae pv. tomato DC3000, P. syringae pv. syringae B728a и P. syringae pv. phaseolicola 1448A.

## Родственные виды
В составе рода Pseudomonas на основании риботипического анализа выделяется группа P. syringae, куда кроме псевдомонаса сиреневого относят следующие виды:
- P. amygdali
- P. avellanae
- P. caricapapayae
- P. cichorii
- P. coronafaciens
- P. ficuserectae
- 'P. helianthi'
- P. meliae
- P. savastanoi
- 'P. tomato'
- P. viridiflava

## Внешние ссылки
- Дождь и снег появляются благодаря бактериям в облаках. membrana (3 марта 2008). Дата обращения: 2 июля 2012. Архивировано из оригинала 8 марта 2013 года.
- Pseudomonas syringae pv. syringae B728a на сайте DOE Joint Genome Institute (англ.)
- Pseudomonas syringae (saprophytic strain) and «Fruit Yeasts» на сайте Корнеллского университета (англ.)
- «Химеры» микромира угрожают продовольственной безопасности